# Chagnon
Chagnon ist eine französische Gemeinde mit 522 Einwohnern (Stand: 1. Januar 2022) im Département Loire in der Region Auvergne-Rhône-Alpes. Sie gehört zum Arrondissement Saint-Étienne und zum Kanton Sorbiers. 

## Geografie
Die Gemeinde Chagnon liegt etwa 16 Kilometer nordöstlich des Stadtzentrums von Saint-Étienne am Bach Durèze. Umgeben wird Chagnon von den Nachbargemeinden Saint-Romain-en-Jarez im Norden, Genilac im Osten, Lorette im Südosten und Süden, Cellieu im Südwesten sowie Valfleury im Westen.

## Bevölkerungsentwicklung
| Jahr                       | 1962 | 1968 | 1975 | 1982 | 1990 | 1999 | 2006 | 2016 | 2022 |
| -------------------------- | ---- | ---- | ---- | ---- | ---- | ---- | ---- | ---- | ---- |
| Einwohner                  | 252  | 253  | 231  | 285  | 313  | 411  | 506  | 494  | 522  |
| Quellen: Cassini und INSEE |      |      |      |      |      |      |      |      |      |

## Sehenswürdigkeiten
- Menhir von Chagnon
- Kirche Saint-Cyr et Sainte-Julitte
- mittelalterlichen Brücke aus dem 11. Jahrhundert
- traditioneller Backofen
- Höhle La cave du curé als Teil des römisches Aquäduktes von Gier. Das Aquädukt von Gier wurde im 2. Jahrhundert n. Chr. erbaut und ist eines von vier Aquädukten, die Wasser zum Hügel Fourvière transportierten. Von den vier Aquädukten ist es mit 86 Kilometern das längste und verläuft zwischen der Loire und der Rhône und durchquert 21 Gemeinden. Das Aquädukt verfügt über mehr als 40 Brücken und 92 Bögen, von denen 70 heute noch sichtbar sind.

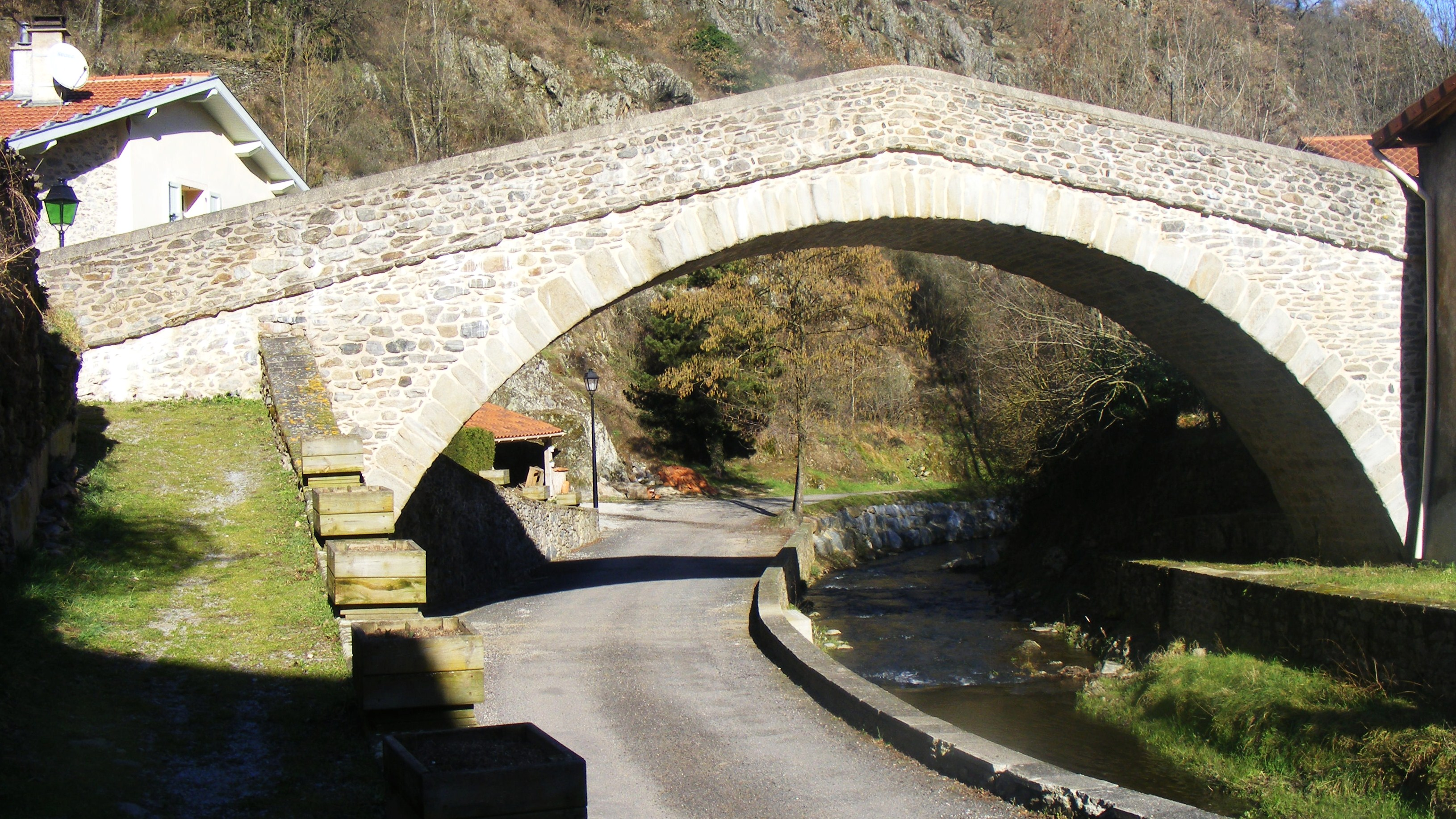
Mittelalterliche Brücke
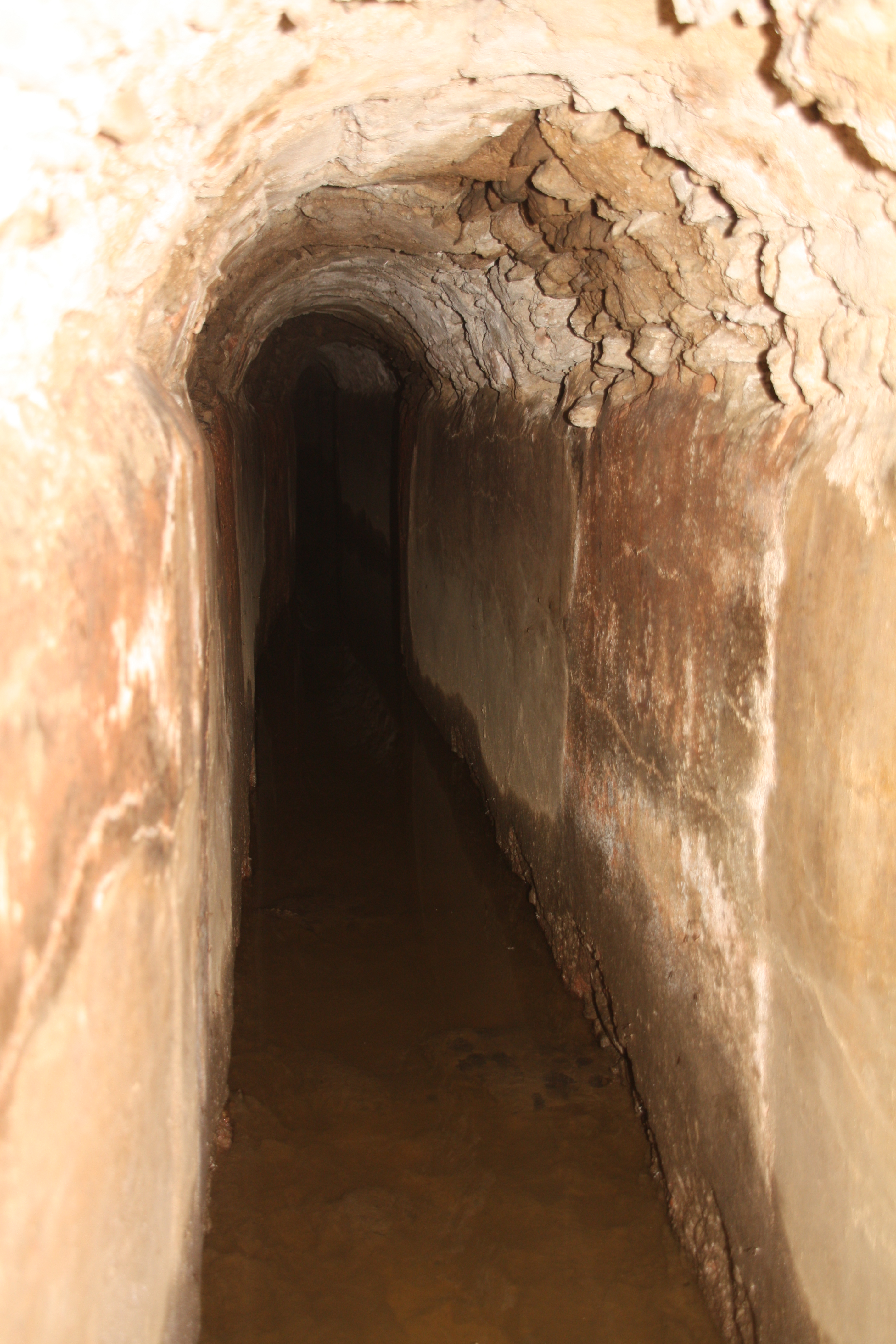
Höhle La cave du curé als Teil des römisches Aquäduktes von Gier
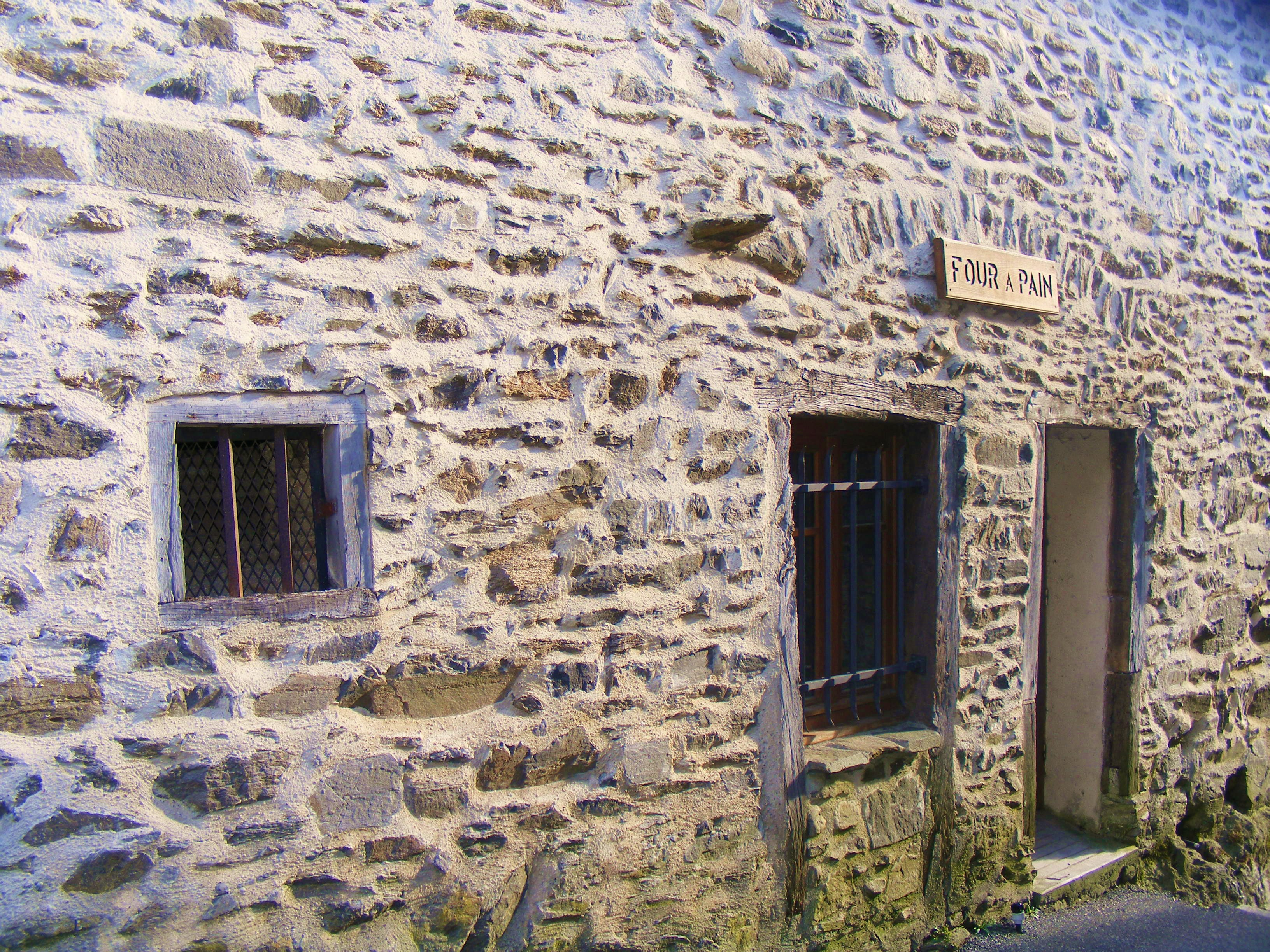
Brotbackofen